# Ala-Too-Platz
Der Ala-Too-Platz (kirgisisch Ала-Тоо аянты Ala-Too ajanty) ist ein Platz im Zentrum Bischkeks, der Hauptstadt Kirgisistans. Er wurde 1984 angelegt, war jedoch seitdem stetig zentraler Schauplatz von politischen Auseinandersetzungen in der kirgisischen Republik.

## Geschichte
Der Platz entstand 1984 zur 60-Jahr-Feier der Kirgisischen SSR, auf dem eine 18 Tonnen schwere Leninstatue errichtet wurde. Bei seiner Einweihung erhielt die Anlage den Namen Leninplatz, nach der Unabhängigkeitserklärung Kirgistans 1991 wurde er in Ala-Too-Platz umbenannt. Im Jahr 2003 musste die Leninstatue einer Freiheitsstatue (Erkindik) weichen. Diese drückte jedoch nur ein kleines Stück der Landesgeschichte aus, worauf eine im Jahr 2011 errichtete Reiterstatue des mythischen Manas, zur Feier der 20-jährigen Unabhängigkeit Kirgisistans, Bezug auf die frühere Geschichte des Landes nahm. Die übermannsgroße Bronze-Figur (17 m hoch) mit einem Schwert in der Hand steht auf einem Podest aus rotem poliertem Granit. Am Fuße wurden Sitzgelegenheiten aus dem gleichen Material gearbeitet. Die Statue im Zentrum des Platzes wird in einigem Abstand von mehreren quadratischen Blumenbeeten gerahmt.
Am 24. März 2005 fand auf dem Ala-Too-Platz nach Unruhen im ganzen Land die größte Demonstration der Tulpenrevolution gegen die damalige Regierung unter Präsidenten Askar Akajew mit 15.000 Teilnehmern statt. Bei Zusammenstößen mit regierungstreuen Ordnungskräften wurden zwei Personen getötet und über 100 Personen verletzt. Nach einer kurzfristigen Vertreibung der Demonstranten konnten diese den Platz zurückerobern und stürmten anschließend den Präsidentensitz, das Weiße Haus. Akajew musste aus dem Land fliehen, ihm wurde in Russland Asyl gewährt.
Im Jahr 2008 fand auf dem Platz eine Gedenkveranstaltung für den in jenem Jahr verstorbenen kirgisischen Schriftsteller Tschingis Aitmatow statt, zu dessen Ehren 2011 eine weitere Statue errichtet wurde.
Der Ala-Too-Platz war in den Jahren darauf immer wieder Schauplatz für Proteste gegen die jeweilige Regierung wie auch von Demonstrationen beim Regierungswechsel in Kirgisistan 2010. Hierdurch wurde der damalige Präsident Kurmanbek Bakijew gestürzt, der 2005 nach der Tulpenrevolution an die Macht gelangt war. Im Februar 2017 demonstrierten wieder Menschen gegen die Inhaftierung von Ömürbek Tekebajew, der in vorherigen Jahren zeitweise Regierungsmitglied und zeitweise in der Opposition war.
Im Rahmen der Proteste gegen die Festnahme des ehemaligen kirgisischen Präsidenten Atambajew versammelten sich in der Nacht des 7. Augusts 2019 mehrere Dutzend Demonstranten auf dem zentralen Platz der Hauptstadt und forderten den sofortigen Rücktritt des amtierenden Präsidenten Dscheenbekow.

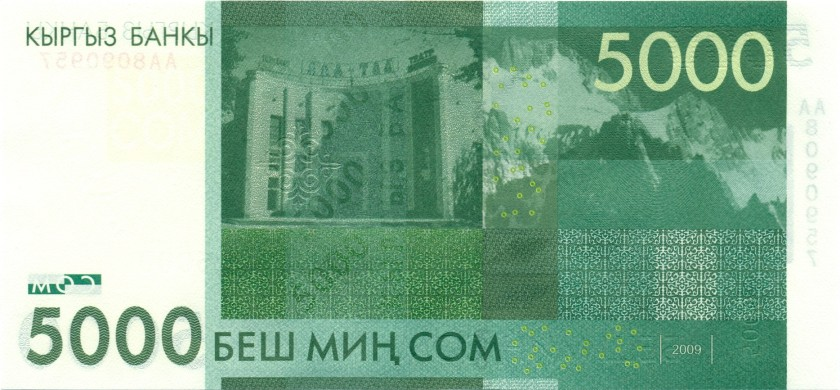
Auf dem 5000-Som-Schein

Der Ala-Too-Platz ist auf der im Jahr 2009 erschienenen vierten Serie des 5000-Som-Scheins abgebildet.

## Lage
Der Ala-Too-Platz befindet sich im Zentrum Bischkeks, eingerahmt vom Nationalen Historischen Museum am nördlichen Ende des Platzes und einem Regierungsgebäude am südlichen Ende.